# Прюїтт Тейлор Вінс
Прюїтт Тейлор Вінс (англ. Pruitt Taylor Vince; 5 липня 1960) — американський актор.

## Біографія
Прюїтт Тейлор Вінс народився 5 липня 1960 року в Батон-Ружі, штат Луїзіана. Займатися акторством почав помилково — в результаті збою в комп'ютерній мережі Університету штату Луїзіани, Вінс виявився серед студентів акторського класу, який він успішно закінчив.
Вінс дебютував у фільмі Джима Джармуша «Поза законом», але сцени з його участю були вирізані з фільму. Він зазвичай грає другорядні ролі у багатьох відомих фільмах, включаючи тупого члена організації «Ку-Клукс-Клан» у фільмі «Міссісіпі у вогні», Лі Бауерса у фільмі «Джон Ф. Кеннеді. Постріли в Далласі», і найкращого друга головного героя фільму «Без дурнів». Він також знявся у фільмі Джузеппе Торнаторе «Легенда про піаніста», разом з Тімом Ротом. Його перша головна роль була у фільмі Джеймса Менголда «Важкий», де він грав милого, тихого з надмірною вагою кухаря, який був таємно закоханий в офіціантку.
Вінс часто грає і героїчних, і негативних персонажів, такого як привабливого власника маленького міського пабу у фільмі «Красиві дівчата», серійного вбивцю з роздвоєнням особистості у фільмі «Ідентифікація», оглядача пліток у фільмі «Симона», і пихатого шерифа у фільмі «Сестричка Бетті». Вінс також грав поліцейського у фільмі «Серце Ангела», помічника викрадача у фільмі «24 години», і начальника у фільмі Олівера Стоуна «Природжені вбивці».
Виконав ролі у таких серіалах, як «Дедвуд», «Шпигунка», «Секретні матеріали», «Поліція Маямі», «Квантовий стрибок», «C.S.I.: Місце злочину», «Горець» і «Ходячі мерці».
У 1997 році Вінс здобув премію «Еммі» як найкращий запрошений актор в драматичному серіалі за роль серійного вбивці Кліффорда Бенкса в телесеріалі «Murder One».

## Особисте життя
Перший шлюб з Енн Шнайдер закінчився розлученням. У 2003 році Вінс одружився з Джуліанною Маттеліг.

## Фільмографія
- 1987 — Янгольське серце / Angel Heart
- 1987 — Завсідник барів / Barfly
- 1988 — Червона спека / Red Heat
- 1988 — Міссісіпі у вогні / Mississippi Burning
- 1989 — К-9 / К-9
- 1989 — Гомер і Едді / Homer And Eddie
- 1990 — Дикі серцем / Wild At Heart
- 1990 — Драбина Іакова / Jacob's Ladder
- 1991 — Джон Ф. Кеннеді. Постріли в Далласі / JFK
- 1994 — Природжені вбивці / Natural Born Killers
- 1994 — Порцеляновий місяць / China Moon
- 1994 — Без дурнів / Nobody's Fool
- 1995 — Товстун / Heavy
- 1996 — Красиві дівчата / Beautiful Girls
- 1997 — Холод у серці / Cold Around the Heart
- 1998 — Легенда про піаніста / Legend of 1900
- 2000 — Клітка / The Cell
- 2002 — 13 місяців / 13 Moons
- 2002 — 24 години / Trapped
- 2003 — Ідентифікація / Identity
- 2003 — Монстр / Monster
- 2005 — Убивча сексуальність / Drop Dead Sexy
- 2005 — Костянтин: Володар темряви / Constantine
- 2007 — Стерта реальність / When a Man Falls in the Forest
- 2008 — Луна / The Echo
- 2009 — В електричному тумані / In the Electric Mist
- 2011 — Липучка / Flypaper
- 2011 — Скажені перегони / Drive Angry
- 2011 — Як по маслу / Butter
- 2012 — Гальмо / Brake
- 2013 — Останній рубіж / Homefront
- 2013 — Прекрасні створіння / Beautiful Creatures
- 2014 — 13 гріхів / 13 Sins
- 2017 — Дари смерті / The Devil's Candy
- 2018 — Кодекс Готті / Gotti
- 2018 — Пташиний короб / Bird Box
- 2025 — Супермен / Superman